# 化学大纲
以下概述提供化学学科的概览和专题导向。

## 化学的概要
对化学的描述总结为以下几个方面:
- 一门 学科 – 一个具有学术部门、课程和学位、国家和国际协会和专门期刊的学科。
- 一个科学领域( 科学 的一个分支) – 在科学中被广泛承认的专门知识类别，典型的体现是具有自己的术语和名称。 这样一个领域通常将由一个或更多的出版经过同行评议的研究科学期刊所代表。 有几个地球物理学有关的科学期刊。
  - 一门 自然科学 – 使用 经验 和 科学方法 旨在阐明控制自然世界的自然规律。
    - 一个 物理科学 – 研究无生命的系统。
    - 一个 生物科学 – 研究活体生物中的化学物质和化学过程的作用。 见 生物化学的大纲。

## 化学的分支
- 物理化学：研究化学系统和过程的物理基础。特别是，这些系统和过程的能量学和动力学是物理化学家感兴趣的。重要的研究领域包括化学热力学，化学动力学，电化学，统计力学，光谱学以及最近的天体化学。物理化学涉及在推导方程中使用无穷小微积分。它通常与量子化学和理论化学有关。物理化学与分子物理学有很大的重叠。物理化学是与化学物理学不同的学科，但同样存在很大的重叠。
  - 化学动力学：研究化学过程的速率问题.
  - 化学物理学：使用原子和分子物理学和凝聚态物理技术研究物理化学现象; 它是研究化学过程的物理学分支。
  - 电化学：研究一种特殊化学反应的化学分支，该化学反应发生在电子导体（电极：金属或半导体）和离子导体（电解质）的界面处的溶液中，并且涉及电极和电解质中之间的电子转移。
  - 飞秒化学：在非常短的时间尺度（大约10−15秒，即飞秒）上研究化学反应的物理化学领域。
  - 地球化学：地质学所研究的主要系统背后机制的化学。
  - 光化学：研究通过原子或分子吸收光进行的化学反应。
  - 量子化学：主要关注量子力学在物理模型和化学系统实验中的应用的化学分支。
  - 固体化学：研究固相材料的合成、结构和性质，特别是非分子固体。
  - 光谱学：研究物质与辐射能量之间的相互作用。
  - 立体化学：研究形成分子结构的原子的相对空间排列。
  - 表面科学：研究在两相界面发生的物理和化学现象，包括固-液界面、固-气界面、固-真空界面和液-气界面。
  - 热化学：研究化学作用与吸收或产生的热量之间的关系的化学分支。
    - 量热法：研究物理化学过程中的热量变化。
- 有机化学：研究有机化合物的结构、性质、组成、机理和反应。有机化合物定义为基于碳骨架的任何化合物。
  - 生物化学：研究生物体内发生的化学物质，化学反应和化学相互作用。生物化学和有机化学密切相关，如药物化学或神经化学。生物化学也与分子生物学和遗传学有关。
    - 神经化学：神经化学研究包括神经递质，肽，蛋白质，脂质，糖和核酸和他们之间的相互作用，以及他们在形成，维持和改变神经系统中所起的作用。
    - 分子生物化学与 基因工程：生物化学和分子生物学领域，研究基因，遗传和表达。

  - 生物有机化学：将有机化学和生物化学结合到生物学中。
  - 生物物理化学： 是一门利用物理和物理化学的概念来研究生物系统物理科学。
  - 药物化学：将化学用于医学或药物相关目的的学科。
  - 有机金属化学：研究有机金属化合物，有机金属化合物是一类在有机分子的碳原子和金属（包括碱金属，碱土金属和过渡金属）之间含有至少一个化学键的化合物，这里金属的范围有时会扩展到包括硼，硅和锡等类金属。
  - 物理有机化学：研究有机分子中结构与反应性之间的相互关系。
  - 高分子化学：涉及聚合物或大分子的化学合成和化学性质的多学科科学。
  - 点击化学
- 无机化学：研究无机化合物的性质和反应。有机和无机学科之间的区别并不是绝对的，并且存在很多重叠，最重要的是在有机金属化学的子学科中。
  - 生物无机化学
  - 原子簇化学
  - 材料化学：制备、表征和理解具有有用功能的物质。该领域是研究生课程中新的研究范围，它集成了所有经典化学领域的元素，专注于材料独有的基本问题。主要的研究系统包括凝聚相（固体，液体，聚合物）的化学和不同相之间的界面。
- 分析化学：分析材料样品，以了解其化学成分和结构。分析化学结合了化学中的标准化实验方法。这些方法可用于化学的所有子学科，不包括纯粹的理论化学。
- 其他
  - 核化学：研究亚原子粒子如何聚集在一起并制造原子核。现代核嬗变是核化学的一个重要组成部分，核素表是该领域的重要成果和工具。
  - 天体化学：研究宇宙中化学元素和分子的丰度和反应，以及它们与辐射的相互作用。
    - 宇宙化学：研究宇宙中物质的化学成分以及导致这些成分的过程。

  - 计算化学
  - 环境化学：研究发生在环境的各个方面的化学和生物化学现象，例如空气，土壤和水。它还研究人类活动对环境的影响。
  - 绿色化学：鼓励设计最小化有害物质使用和产生的产品和工艺的化学研究和工程的理念。
  - 超分子化学：超越分子的范畴的化学领域，并专注于由离散数量的组装分子亚基或组分组成的化学系统。
  - 理论化学：通过基础理论推理（通常在数学或物理学中）研究化学。特别是量子力学在化学中的应用被称为量子化学。自第二次世界大战结束以来，计算机的发展使计算化学得以系统化发展，这是开发和应用解决化学问题的计算机程序的艺术。理论化学与（理论和实验）凝聚态物理和分子物理学有很大的重叠。
  - 湿化学
  - 农业化学：研究和应用化学和生物化学用于农业生产，将原料加工成食品和饮料，以及环境监测和修复。
  - 大气化学：研究地球大气层和其他行星大气化学的大气科学分支。
  - 化学工程：将物理科学（例如，化学和物理）和/或生命科学（例如，生物学，微生物学和生物化学）与数学和经济学一起应用于将原材料或化学品转化为更有用或有价值形式的过程的工程学分支。
  - 化学生物学：跨越化学和生物学领域的科学学科，涉及化学技术和工具的应用，通常是通过合成化学产生的化合物，用于分析和操纵生物系统。
  - 化学信息学：使用计算机和信息技术应用于化学领域的一系列问题。
  - 流动化学：在工业和宏观加工设备中研究连续流动中的化学反应，而不是固定批次。
  - 免疫组织化学：涉及通过利用与生物组织中的抗原特异性结合的抗体原理来检测组织切片细胞中抗原（例如蛋白质）的过程。
  - 免疫化学：是化学的一个分支，涉及免疫系统的反应和成分的研究。
  - 化学海洋学：海洋化学研究：地球海洋中化学元素的行为。
  - 材料科学：是一个跨学科的领域，研究原子或分子尺度的材料结构与其宏观特性之间的关系。
  - 数学化学：从事数学与化学的新应用的研究领域。它主要涉及化学现象的数学模型。
  - 机械化学：在分子尺度上耦合机械和化学现象，可以看作是化学和机械工程的耦合。
  - 分子力学：应用经典力学来模拟分子系统。
  - 纳米技术：研究和应用原子和分子尺度的物质。这个广阔的领域与这种规模的化学相互作用。
  - 石油化学：研究将石油和天然气转化为有用的产品或原料。
  - 药理学：医学和生物学的一个分支，涉及药物作用的研究和化学作用。
  - 植物化学：研究来自植物的植物化学物质
  - 放射化学：放射性物质的化学。
  - 声化学（英语：Sonochemistry）：声波和波动特性对化学系统影响的研究。
  - 合成化学：研究化学合成。

## 化学的历史
化学史
- 化学的前体
  - 炼金术
    - 炼金术的历史
- 化学分支的历史
  - 分析化学的历史 - 天然和人造材料化学成分的分离，鉴定和定量研究的历史。
  - 天体化学史 - 研究宇宙中化学元素和分子的丰度和反应及其与辐射的相互作用的历史。
    - 宇宙化学史 - 宇宙中物质化学成分研究的历史以及导致这些成分的过程

  - 大气化学的历史 - 大气科学分支的历史，其中研究了地球大气层和其他行星的化学性质。它是一个多学科的研究领域，利用环境化学，物理学，气象学，计算机建模，海洋学，地质学和火山学等学科。
  - 生物化学史 - 生物体内化学过程研究的历史，包括但不限于生物物质。生物化学管理所有生物和生命过程。
    - 农业化学史 - 化学和生物化学研究的历史，在农业生产，将原料加工成食品和饮料以及环境监测和修复方面具有重要意义。
    - 生物无机化学的历史 - 研究金属在生物学中的作用的历史。
    - 生物有机化学的历史 - 结合有机化学和生物化学的快速发展的科学学科的历史。
    - 生物物理化学的历史 - 化学新分支的历史，涵盖涉及生物系统的广泛研究活动。
    - 环境化学史 - 对自然场所发生的化学和生物化学现象进行科学研究的历史。
    - 免疫化学史 - 化学分支的历史，涉及免疫系统的反应和组分的研究。
    - 药物化学的历史 - 化学，特别是合成有机化学，药理学和各种其他生物学专业的交叉学科的历史，它们涉及药剂（药物）市场的设计，化学合成和开发。
    - 药理学史 - 与药物作用研究有关的医学和生物学分支的历史。
    - 天然产物化学的历史 - 由生物体产生的化学化合物或物质的历史 - 在自然界中发现的历史，通常具有用于药物发现和药物设计的药理学或生物学活性。
    - 神经化学史 - 神经化学物质的具体研究历史，包括神经递质和其他分子，如影响神经元功能的神经活性药物。

  - 计算化学的历史 - 使用计算机科学原理帮助解决化学问题的化学分支的历史。
    - 化学信息学的历史 - 使用计算机和信息技术的历史，适用于化学领域的一系列问题。
    - 分子力学的历史 - 使用牛顿力学来模拟分子系统的历史。

  - 风味化学的历史 - 使用化学来设计人造和天然香料的人的历史。
  - 流动化学的历史 - 化学反应的历史是在连续流动的流中而不是在批量生产中进行的。
  - 地球化学史 - 使用化学研究主要地质系统背后机制的历史
    - 含水地球化学的历史 - 研究流域中各种元素的作用的历史，包括铜，硫，汞，以及如何通过大气 - 陆地 - 水生相互作用交换元素通量
    - 同位素地球化学的历史 - 使用化学和地质学研究元素及其同位素的相对和绝对浓度的历史
    - 海洋化学史 - 海洋环境化学研究的历史，包括不同变量的影响。
    - 有机地球化学史 - 有机体对地球的影响和过程研究的历史
    - 区域，环境和勘探地球化学史 - 地球表面材料化学成分空间变化研究的历史

  - 无机化学史 - 与无机化合物的性质和行为有关的化学分支的历史。
  - 核化学史 - 处理放射性，核过程和核性质的化学子领域的历史。
    - 放射化学史 - 放射性物质化学史，其中元素的放射性同位素用于研究非放射性同位素的性质和化学反应（通常在无线电中）

  - 有机化学史 - 碳基化合物，碳氢化合物及其衍生物的结构，性质，组成，反应和制备（通过合成或其他方法）的研究历史。
    - 石油化学史 - 研究原油（石油）和天然气转化为有用产品或原料的化学分支的历史。

  - 有机金属化学的历史 - 研究含有碳和金属之间键的化合物的历史。  光化学史 - 化学反应研究的历史，通过原子或分子吸收光进行。
  - 物理化学史 - 从物理定律和概念的角度研究化学系统中的宏观，原子，亚原子和微粒现象。
    - 化学动力学的历史 - 化学过程速率研究的历史。
    - 化学热力学的历史 - 在热力学定律范围内研究热与工作之间的相互作用与化学反应或状态的物理变化的历史。
    - 电化学的历史 - 化学分支的历史，研究在电子导体（金属或半导体）和离子导体（电解质）的界面处发生的化学反应，并且涉及电子传递之间的电子转移。电极和溶液中的电解质或物质。
    - 飞秒化学的历史 -  飞秒化学的历史是在非常短的时间尺度上研究化学反应的科学，大约10-15秒（一个飞秒，因此得名）。
    - 数学化学史 - 从事数学与化学新应用的研究领域的历史;它主要关注化学现象的数学模型。
    - 机械化学的历史 - 机械和化学现象在分子尺度上耦合的历史，包括机械破坏，机械应力固体的化学行为（例如，应力腐蚀开裂），摩擦学，剪切下的聚合物降解，空化相关现象（例如，声化学和声致发光），冲击波化学和物理学，甚至是分子机器的新兴领域。
    - 物理有机化学的历史 - 研究结构与有机分子反应性之间相互关系的历史。
    - 量子化学的历史 - 化学分支的历史，主要关注量子力学在物理模型和化学系统实验中的应用。
    - 声化学史 - 声波和波动特性对化学系统影响的研究历史。
    - 立体化学史 - 分子内原子相对空间排列研究的历史。
    - 超分子化学的历史 - 超出分子的化学领域的历史，并关注由离散数量的组装分子亚基或组分组成的化学系统。
    - 热化学史 - 与化学反应和/或物理转化相关的能量和热量研究的历史。  植物化学史 - 严格意义上的植物化学研究史。

  - 高分子化学的历史 - 涉及聚合物或大分子的化学合成和化学性质的多学科科学的历史。
  - 固态化学的历史 - 固相材料的合成，结构和性质研究的历史，特别是但不一定是非分子固体
  - 涉及化学的多学科领域的历史：
    - 化学生物学的历史 - 跨越化学和生物学领域的科学学科的历史，涉及化学技术和工具的应用，通常是通过合成化学产生的化合物，用于研究和操纵生物系统。
    - 化学工程史 - 涉及物理科学（如化学和物理）的工程学分支，以及数学和经济学的生命科学（如生物学，微生物学和生物化学），原料或化学品转化过程的历史更有用或更有价值的形式。
    - 化学海洋学的历史 - 研究地球海洋内化学元素行为的历史。
    - 化学物理史 - 从物理学的角度研究化学过程的物理学分支的历史。
    - 材料科学史 - 跨学科领域的历史，将物质属性应用于各个科学和工程领域。
    - 纳米技术的历史 - 在原子和分子尺度上操纵物质的研究历史
    - 酿酒学的历史 - 除了葡萄种植和葡萄收获之外的葡萄酒和葡萄酒酿造的所有方面的科学和研究的历史
    - 光谱学的历史 - 物质与辐射能量相互作用研究的历史  表面科学的历史 - 表面科学的历史是研究在两个相界面发生的物理和化学现象，包括固 - 液界面，固 - 气界面，固 - 真界面和液 - 气界面。
- 化学品的历史
  - 化学元素的历史
    - 碳的历史
    - 氢的历史
      - 氢技术的时间表

    - 氧的历史

  - 化学产品的历史
    - 阿司匹林的历史
    - 化妆品的历史
    - 火药的历史
    - 药品史
    - 维生素的历史
- 化学过程的历史
  - 制造气体的历史
    - 哈伯过程的历史
- 化学工业的历史
  - 石油工业的历史
  - 制药业的历史
- 元素周期表的历史

## 化学制品
- 化学式词典
- 生物分子清单
- 无机化合物清单
- 周期表

## 原子理论
原子理论 原子模型时间轴
- 随着时间的推移，原子是什么的想法发生了变化。
- 不同的科学家和他们的发现导致了当前原子模型的发展。
- 其他例子包括： 
  - 太阳能系统 （BIG SMALL）
  - 生物细胞 （SMALL制造大）

德谟克利特模型 
- 希腊哲学家
- 他设想了原子描述物质的想法。
- Atom来自atomos这个词，意思是“不可分割的”。
- 他认为物质是有限的（有限制）
- 他认为最小的物质是一种坚不可摧的不可分割的粒子，他称之为“原子”。

约翰道尔顿模型 
汤姆森 ： 梅子布丁模型

## 热化学
热化学

### 术语
- 热化学–
- 化学动力学 –研究化学反应的速率，研究不同的实验条件如何影响化学反应的速度，并产生有关反应机理和过渡态的信息，以及构建可描述特征的数学模型化学反应
- 放热–系统以热量的形式向周围环境释放能量的过程或反应。  它们由负热流表示。
- 吸热–一种过程或反应，系统以热量的形式从周围吸收能量。  它们由正热流表示。
- 热化学方程式–
- 焓变 –
- 反应焓 –
- 温度 –是热量的客观比较测量。
- 量热计 –
- 热–
- 焦耳 –
- 卡路里 –
- 比热 –
- 比热容 –
- 潜热 –
- 熔化热 –
- 蒸发热 –
- 碰撞理论 –
- 活化能 –
- 活化复合物 –
- 反应速度 –
- 催化剂 –

### 热化学方程式
- 化学方程式，包括反应中涉及的热量 ，无论是在反应物侧还是在产物侧。
- 例子： 
  - H2O(l) + 240kJ → H2O(g)
  - N2 + 3H2 → 2NH3 + 92kJ
- 焦耳 （J） –能量的单位

### 焓
如何计算N₂+3H₂ ⇌ 2NH₃的焓？ 

## 化学家
对于更多化学家，请参阅： 诺贝尔化学奖和化学家名单
- 玛丽居里
- 约翰道尔顿
- 汉弗莱戴维
- EleuthèreIrénéeduPont
- 乔治伊士曼
- 迈克尔法拉第
- 德米特里·门德列耶夫
- 阿尔弗雷德诺贝尔
- 威廉·奥斯特瓦尔德
- 路易斯巴斯德
- 莱纳斯鲍林
- 约瑟夫普里斯特利
- 卡尔齐格勒
- 艾哈迈德泽维尔
- 罗莎琳德富兰克林
- Amedeo Avogadro

## 化学文献
- 科学文献 –
- 科学期刊 –
- 学术期刊 –
- 化学重要出版物清单
- 化学科学期刊清单

科学杂志名单
- 科学美国人

化学元素数据参考
- 化学元素列表 —原子质量，原子序数，符号，名称
- 元素的电子配置（数据页） —电子配置，每壳电子
- 元素密度（数据页） —密度（固体，液体，气体）
- 电子亲和力（数据页） —电子亲和力
- 元素的熔点（数据页） —熔点
- 元素的沸点（数据页） —沸点
- 元素的关键点（数据页面） —关键点
- 元素的融合（数据页） —融合的热量
- 元素汽化的热量（数据页） —汽化热
- 元件的热容量（数据页） —热容量
- 元素的蒸汽压力（数据页） —蒸气压
- 元素的电负性（ 数据页） —电负性（鲍林尺度）
- 元素的电离能（数据页） —电离能（以eV计）和摩尔电离能（以kJ / mol计）
- 元素的原子半径（数据页） —原子半径（经验），原子半径（计算），范德华半径，共价半径
- 元素的电阻率（数据页） —电阻率
- 元素的导热系数（数据页） —导热系数
- 元件的热膨胀系数（数据页） —热膨胀
- 元素的声音速度（数据页面） —声音的速度
- 元素的弹性性质（数据页） —杨氏模量，泊松比，体积模量，剪切模量
- 元素的硬度（数据页） —莫氏硬度，维氏硬度，布氏硬度
- 元素丰度（数据页） —地壳，海水，太阳和太阳系
- 元素的氧化态列表 —氧化态

化合物清单
- 按化学化合物列出的CAS编号
- 极端危险物质清单
- 无机化合物清单
- 有机化合物清单
- 烷烃清单
- 合金清单

其他
- 化学术语词汇表
- 化学中未解决的问题清单

- 生物化学概论
- 物理学概论